# أساطير كورنية

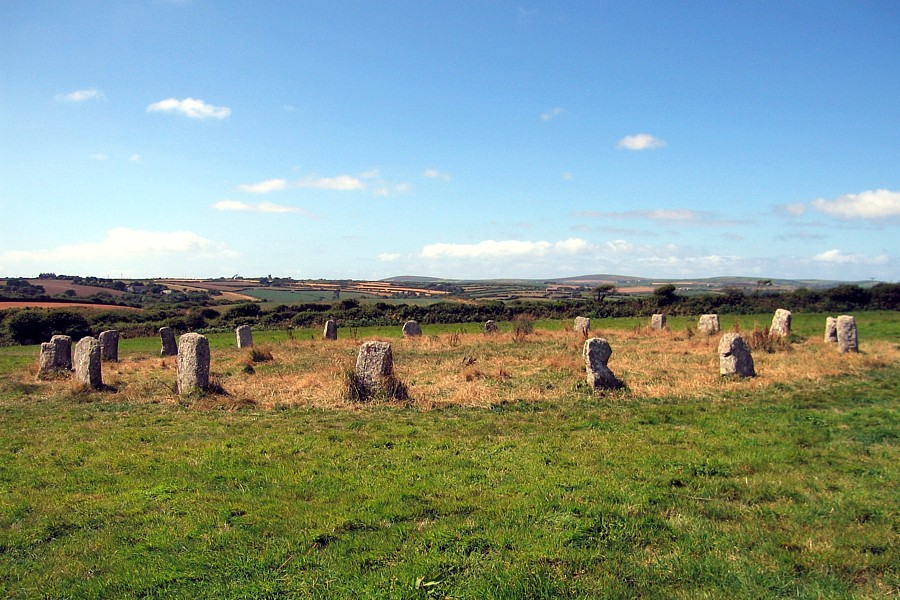
ميري مايدن – ستون سيركل – كورنوال – المملكة المتحدة

الأساطير الكورنية أو الأساطير الكورنشية أو أساطير كورنش (بالإنجليزية: Cornish mythology)‏ هي التقاليد الشعبية والأساطير الخاصة بالكورنشيين. وهي تتألف جزئيا من التقاليد الشعبية التي وضعت في كورنوال وجزأ من التقاليد التي طورها البريطانيون في أماكن أخرى قبل نهاية الألفية الأولى، وغالبا ما يتشاركها مع شعوب بريتون وويلز. بعض من هذا يحتوي على بقايا من الأساطير البريطانية ما قبل المسيحية.